# 自叙帖
自叙帖（じじょじょう）は、唐代の書家・懐素が代宗の大暦12年（777年）に書いた書作品。

## 概説
『自叙帖』は、張旭と並び、狂草の代表的作品とされている。内容はその名の通り懐素自身の学書の経歴を書き記した自己宣伝文である。顔真卿が懐素のために作った『懐素上人草書歌序』や諸家が懐素の書を賛美した詩文を引用しながら論旨を進めている。
懐素の自叙伝は何種類もあったといわれ、宋代に以下の3本が残っていたことが著録されている。真跡が現存するのは「蘇舜欽蔵本」。
- 石揚休（せきようきゅう）家蔵本

刻本が伝わるが書風も書写年代も「蘇舜欽蔵本」と異なる。黄庭堅がこの本を数本、臨模したという。
- 馮京（ふうけい）家蔵本

宋の内府に入り、元の内府にもあったが現存しない。
- 蘇舜欽蔵本（真跡本）

### 蘇舜欽蔵本
この本は、米芾の『宝章待訪録』や『書史』の記録によると、もと李煜が蔵し、蘇舜欽の祖父・蘇易簡に帰してから蘇家に4代にわたって蔵されていたという。それから諸家を経て、清になって乾隆帝に帰してから内府に蔵され、引き続き北平の故宮博物院に伝えられたが、現在は台北の国立故宮博物院にある。
藏
眞
自
序

懷素家長沙。幼

而事佛。經禪之

暇。頗好筆翰。

然恨未能遠覩

前人之奇迹。所

見甚淺。遂擔

笈杖錫。西遊上

國。謁見當代名公。

錯綜其事。遺

編絕簡。往往遇之。

豁然心胸。略

無疑滯。魚牋

絹素。多所塵

點。士大夫不以為怪

焉。顏刑部

書家者流。精極

筆法。水鏡之辯。

許在末行。又以尚書

司勳郎盧象。小宗

伯張正言。曾為歌

詩。故敘之曰。

「開士懷素。僧中

之英。氣概通

疎。性靈豁暢。

精心草聖。積有

歲時。江嶺之間。

其名大著。故吏

部侍郎韋公

陟。覩其筆力。

勗以有成。今禮部

侍郎張公謂。賞其

不羈。引以遊處。

兼好事者同作

歌以贊之。動盈

卷軸。夫草

稿之作。起於漢

代。杜度。崔瑗。始

以妙聞。迨乎伯英。

尤擅其美。羲

獻茲降。虞陸相

承。口訣手授。

以至于吳郡張旭

長史。雖姿性顛

逸。超絕古今。而模

楷精法詳。特為

真正。真卿早歲

常接遊居。屢

蒙激昂。教以

筆法。資質劣

弱。又嬰物務。不能

懇習。迄以無成。

追思一言。何可復

得。忽見師作。縱橫

不群。迅疾駭人。

若還舊觀。

向使師得親承

善誘。函挹規

模。則入室之賓。

捨子奚適。嗟歎

不足。聊書此以冠

諸篇首。」其後繼

作不絕。溢乎

箱篋。其述形

似。則有張禮部

云。「奔蛇走虺

勢入座。驟雨旋

風聲滿堂。盧員

外云。「初疑輕

煙澹古松。又似山

開萬仞峰。」王

永州邕曰。寒猿

飲水撼枯藤。壯

士拔山伸勁鐵。」

朱處士遙云。「筆

下唯看激電流。

字成只畏盤龍

走。」敘機格。則

有李御史舟云。

「昔張旭之作也。

時人謂之張顛。

今懷素之為也。余

實謂之狂僧。以狂

繼顛。誰曰不可。」

張公又云。「稽山賀

老粗知名。吳郡

張顛曾不易。許

御史瑤云。「志在新

奇無定則。古瘦

灕驪半無墨。

醉來信手

兩三行。醒後却

書書不得。」戴

御史叔倫云。「心手

相師勢轉奇。詭

形恠狀翻

合宜。人人欲問此

中妙。懷素自言初

不知。」語疾速。

則有竇御史冀

云。「粉壁長廊數十

間。興來小豁胸

中氣。忽然絕叫

三五聲。滿壁縱

橫千萬字。」

戴公

又云。「馳毫驟

墨列奔駟。滿座

失聲看不及。」

目愚劣。

則有從父司

勳員外郎吳興

錢起詩云。

「遠錫無前侶。

孤雲寄太虛。

狂來輕世

界。醉裡得真如。」

皆辭旨

激切。理識

玄奧。

固非虛

蕩之所

敢當。徒增

愧畏耳。時

大曆丁巳冬

十月廿有

八日。
用筆はかなり速く、結体にこだわらずに書いているようだが、法をはずれた書き方ではない。ただし、この本の巻頭の6行は破損のため、蘇舜欽が補写したもの。巻末に「大暦丁巳冬十月廿有八日」の款記がある。石に刻された大部分はこの本がもとになっており、文徴明の跋文と文彭の釈文を付して刻された「水鏡堂本」（単行本）が著名である。原文は『墨池編』や『書苑菁華』にも収録されているが、この本とは字句に異同がある。本文は136行、毎行の字数は不定、全体で702字ある。28.3×755.0cmの紙本。